# Даріуш Лавринович
Даріуш Лавринович (лит. Darjuš Lavrinovič; нар. 1 листопада 1979, Вільнюс, Литовська РСР, СРСР) — литовський баскетболіст, виступав на позиції центрового за низку клубів, зокрема за «Реал» (Мадрид) та київський «Будівельник», а також національну збірну Литви.

## Ігрова кар'єра
Починав професійну кар'єру баскетболіста на батьківшині виступами за «БК Алитус», де виступав з 1996 по 2003 рік. 2003 року перейшов до складу флагмана литовського баскетболу Жальгіріса. За підсумками сезону 2005—2006 був включений до Другої збірної Євроліги. Тоді ж став лідером чемпіонату Литви та Балтійської ліги за підпираннями, збираючи 9,8 відскоків за гру. Також став дворазовим чемпіоном Литви та чемпіоном ББЛ.
З 2006 по 2009 рік виступав у Росії, граючи спочатку за «Унікс», а потім за московське «Динамо».
2009 року підписав контракт з мадридським «Реалом». Наступного року перейшов до турецького «Фенербахче», де провів один сезон та став чемпіоном і володарем Кубка країни. 2011 року переїхав до Москви, де один рік виступав у складі місцевого «ЦСКА». За той час завоював золоті нагороди російського чемпіонату. Наступного року повернувся до складу "Жальгіріса. Сезон 2013—2014 провів у складі київського «Будівельника», з яким став чемпіоном та завоював Кубок України. Також допоміг команді отримати історичну першу перемогу в матчі Євроліги.
31 липня 2014 року підписав контракт з італійською «Реджаною». 22 листопада 2016 року перейшов до «БК Прєнай». 21 вересня 2019 приєднався до складу англійського «Лондон Сіті Роялс».
19 січня 2020 року перейшов до складу «БК Витіс».

## Виступи за збірну
Лавринович — гравець національної збірної Литви. У її складі брав участь в Євробаскеті 2005, Чемпіонаті світу 2006, Євробаскеті 2007, Олімпійських іграх 2008, Євробаскеті 2009, 2013 та Чемпіонаті світу 2014. 2013 року виграв з командою срібну медаль чемпіонату, а 2007 року — бронзову.

## Особисте життя

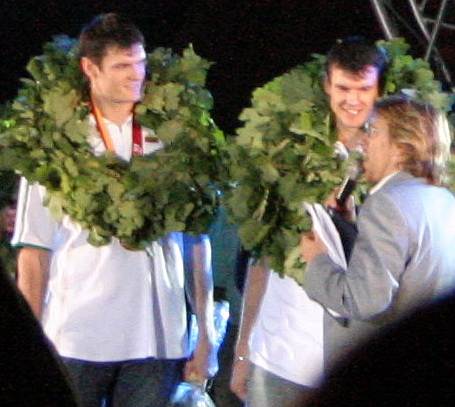
Брати Лавриновичі на нагородженні

Лавринович є етнічним поляком. Має брата-близнюка Кшиштофа, з яким разом виступав у декількох командах, включаючи збірну Литви.
18 жовтня 1998 року Даріуш, Кшиштоф та їхній двоюрідний брат згвалтували 17-річну дівчину. 25 червня 1999 року суд засудив близнюків до п'яти років, а третього учасника — до шести років ув'язнення.

## Статистика виступів
|  | Лідер ліги |

### Євроліга
| Рік               | Команда           | GP  | GS | MPG  | FG%  | 3P%  | FT%   | RPG | APG | SPG | BPG | PPG  | PIR  |
| ----------------- | ----------------- | --- | -- | ---- | ---- | ---- | ----- | --- | --- | --- | --- | ---- | ---- |
| 2003–04           | Жальгіріс         | 2   | 1  | 17.5 | .571 | .333 | 1.000 | 2.5 | 1.0 | .0  | 1.5 | 11.5 | 12.5 |
| 2004–05           | Жальгіріс         | 14  | 2  | 15.3 | .536 | .316 | .692  | 4.1 | .1  | .4  | 1.4 | 7.0  | 8.1  |
| 2005–06           | Жальгіріс         | 20  | 15 | 27.3 | .516 | .379 | .681  | 8.3 | 1.9 | .8  | 2.1 | 14.7 | 18.7 |
| 2009–10           | Реал Мадрид       | 20  | 10 | 20.0 | .577 | .412 | .739  | 4.5 | 1.2 | 1.0 | .9  | 11.1 | 14.5 |
| 2010–11           | Фенербахче        | 16  | 16 | 21.7 | .426 | .226 | .778  | 4.4 | 1.3 | .8  | .9  | 8.0  | 9.6  |
| 2011–12           | ЦСКА              | 15  | 1  | 12.4 | .434 | .300 | .857  | 2.7 | .5  | .5  | .3  | 4.7  | 4.5  |
| 2012–13           | Жальгіріс         | 21  | 10 | 19.7 | .511 | .333 | .707  | 3.8 | 1.0 | .7  | .4  | 8.9  | 9.9  |
| 2013–14           | Будівельник       | 10  | 10 | 30.0 | .557 | .406 | .882  | 5.4 | 1.8 | 1.0 | 1.4 | 15.1 | 19.5 |
| Усього за кар'єру | Усього за кар'єру | 118 | 67 | 20.8 | .516 | .342 | .751  | 4.8 | 1.2 | .7  | 1.0 | 10.0 | 12.0 |